# Klucznik (zawód)

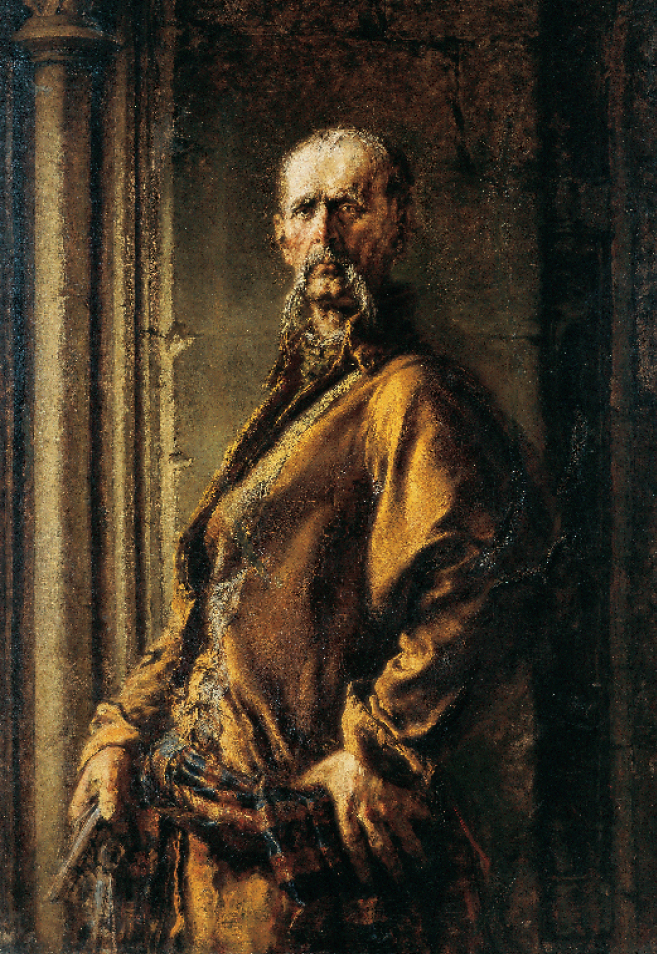
Klucznik Gerwazy z poematu Pan Tadeusz Adama Mickiewicza na obrazie Wilhelma Leopolskiego

Klucznik – dawniej osoba posiadająca pod swoim zarządem klucze do czegoś (na przykład zamku, folwarku, fabryki), mająca nadzór nad czymś, a także w dawnej Polsce urzędnik zarządzający tak zwanym kluczem majątków ziemskich.
Klucznik jest również nazywany odźwiernym, a w klasztorach bratem furtianem lub siostrą furtianką. Współcześnie nazywany jest najczęściej portierem.